# 隆尚 (孚日省)
隆尚（法語：Longchamp，法語發音：[lɔ̃ʃɑ̃] ⓘ）是法国大东部大区孚日省的一个市镇，位于该省中部，省会埃皮纳勒市区东北大约6公里，属于埃皮纳勒区和埃皮纳勒城市圈公共社区。

## 地理
隆尚（48°13'29"N, 6°30'48"E）面积10.26 平方千米，位于法国大東部大區孚日省，该省份为法国东北部内陆省份，北起默兹省和默尔特-摩泽尔省，西接上马恩省，南至上索恩省和贝尔福地区省，东临上莱茵省和下莱茵省。
与隆尚接壤的市镇（或旧市镇、城区）包括：艾杜瓦勒、代维莱、迪尼翁维尔、多涅维尔、热塞、塞克尔、沃代维尔。

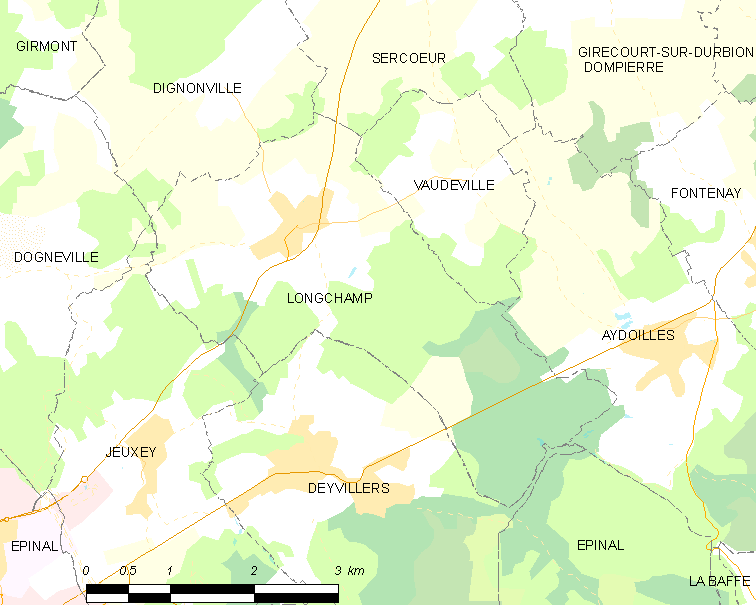
的OSM定位图

隆尚的时区为UTC+01:00、UTC+02:00（夏令时）。

## 行政
隆尚的邮政编码为88000，INSEE市镇编码为88273。

## 政治
隆尚所属的省级选区为埃皮纳勒第二县。

## 人口

1962-2008年间人口变化图示

隆尚于2022年1月1日时的人口数量为460人。